# نقد تاریخنگاری پان‌ترکیسم

روی جلد نشریه بوزکورت (گرگ‌های خاکستری) ارگان پان‌ترکی فاصله سال‌های ۱۹۳۹–۱۹۴۲. کادر نقطه چین، وسعت امپراتوری مورد نظر پان‌ترکیست‌ها را شامل مناطق شمالی ایران و افغانستان نشان می‌دهد.

تاریخ پان‌ترکیسم بر عقاید سیاست گذاران طرفدار نظریات قوم‌گرایی متکی بوده و برای تحقق اهداف خود در صدد تغیر واقعیت‌های تاریخی و جغرافیای انسانی هستند. در این میان پان‌ترکیسم با توجه به سابقه مهاجرت قبایل ترک به منطقه کهن خاورمیانه و درگیری‌های شدید ناشی از آن از بزرگ‌ترین طرفداران مهندسی معکوس تاریخ و تغییر آن به نفع جریان پان ترک بوده است. گسترش پان ترکیسم در منطقه، می‌تواند منافع ملی را مورد هدف قرار دهد.
به گفتهٔ ولادیمیر مینورسکی خاورشناس: «هر جا که پرسش حل‌نشده‌ای در زمینهٔ فرهنگ قوم‌های شرق باستان پدید آید ترکان بی‌درنگ دست خود را همان‌جا دراز می‌کنند». مینورسکی ضمن انتقاد از روش مورّخان پان‌ترکیست، بیان می‌دارد که «مسائل علمی حل‌نشده‌ای در زمینهٔ فرهنگ اقوام شرق باستان» بستری برای جعل تاریخی و توجیه مقاصد ایدئولوژیک پان‌ترکیسم فراهم ساخته است.

## ادعاهای جغرافیایی
هدف پان‌ترکیسم و پان‌تورانیسم بر دوپایه استوار بوده، نخست بیرون راندن اقوامی که غیر ترک خوانده می‌شد از سرزمین‌های اشغالی و اقدام دوم الحاق سرزمین‌های دیگر به قلمرو خود و در این راه از دستکاری تاریخ و تاریخ‌سازی کمک گرفته‌اند.
حتی بعد از فروپاشی عثمانی پیروان پان‌ترکیسم را عقیده بر این بود که ملیت و ناسیونالیسم ترک ورای جغرافیای دولت ترکیه است و همه باید زیر یک پرچم واحد متحد شوند. در سال ۱۹۱۸پس از تصرف شهر باکو توسط سپاهیان ترک، مساواتیان اعلام کردند که ترکان از روزگار کهن در باکو و گنجه و تبریز و مراغه سکنا داشتند و حتی دریای خزر نام ترکی داشته است.
پس از فروپاشی اتحاد جماهیر شوروی مجدداً عقاید پان‌ترکیسم شدت گرفت و پان ترک‌های جدید ادعا کرده‌اند که از صدها هزار سال پیش درمناطقی از همدان تا دربند و از گوکچه تا دریای خزر، ترکان سکنا داشتند ترک‌ها اقدامات وسیعی برای ایجاد فدراسیون پان‌ترک به مرکزیت آنکارا نمودند که با مخالفت جمهوری‌های نوپای اوراسیا مواجه گردید.
در کتاب‌های درسی جمهوری آذربایجان، ادعا شده است، پانصد سال پیش کشوری به نام آذربایجان وجود داشته که اردبیل و تبریز هم جزو آن بودند و ایرانیان از زمان کوروش به این سرزمین تجاوز می‌کرده‌اند.
اران یا نام قبلی آن، آلبانیا منطقه وسیعی در قفقاز تا شمال رود ارس بود که جمهوری آذربایجان فعلی در آن منطقه قرار دارد. پان ترک‌های جدید در یک چرخش جغرافیایی ادعا می‌نمایند که این سرزمین از دیرباز موطن و مسکن ترک‌ها بوده و علاوه بر این گستردگی جغرافیایی آن از گیلان و همدان تا کردستان ادامه داشته و با هجوم پارس‌ها و ارمنی‌ها قسمت‌های اخیر از آن جدا شده است.

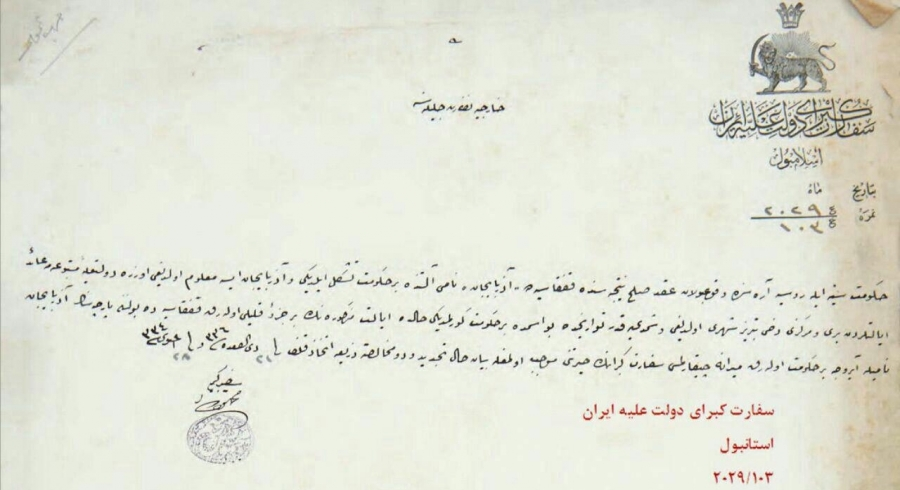
اعتراض رسمی ایران به عثمانی در خصوص انتخاب نام «آذربایجان» از سوی حزب مساوات برای آران

مساواتیان در مارس ۱۹۱۸ میلادی قیامی مسلحانه در باکو ترتیب دادند که اندکی بعد به دیگر نواحی آن کشیده شد. اینان در ۲۷ مه ۱۹۱۸ در شهر تفلیس دولتی تشکیل دادند و با نام «جمهوری آذربایجان» اعلام استقلال کردند. در پایان ۱۹۱۹ و اوایل ۱۹۲۰ میلادی دولت مساواتیان دستخوش بحران سیاسی و اقتصادی شد. در بهار ۱۹۱۹ در نواحی مغان و لنکران دولت شوروی تأسیس یافت. در ۲۶ آوریل ۱۹۲۰ کمیته موقت انقلاب به ریاست نریمان نریمانف تشکیل گشت. در ۲۸ آوریل ۱۹۲۰ دولت مساواتیان ساقط و کمیته انقلاب قدرت را در باکو در دست گرفت و خود را دولت «جمهوری شوروی سوسیالیستی آذربایجان» نامید.
درحالی که در کتب درسی دبیرستانی و دانشگاهی این ادعاها تکرار شده است، شواهد تاریخی موجود برخلاف این ادعاها شهادت می‌دهد و آن را نتیجه تحریف‌هایی می‌داند که پس از فروپاشی اتحاد جماهیر شوروی و تشکیل حکومت جمهوری آذربایجان به وجود آمده است.

## ادعاهای قومی
پان‌ترک‌ها ادعا دارند که سکاها اقوامی ترک تبار بودند و تهم‌رییش ملکه قوم ماساگت یا «ماساژت» تباری ترک داشته و در نواحی آذربایجان می‌زیسته است. اما واقعیت اینست که سکاها قومی ایرانی‌تبار بودند که در نواحی شمال شرقی ایران و در حوالی جیحون می‌زیستند نه در نواحی ارس و به گویش و زبانی از خانواده هندواروپایی تکلم داشتند.
این ادعای پان‌ترک‌ها که همواره بر کشته شدن کوروش بزرگ تحت عنوان «شاه فارس‌ها» به دست تهم‌رییش تحت عنوان ملکه «ترک‌ها» که او را توموریس یا انا تومروس "به ترکی آذربایجانی: ANA TÜMRÜS"» به معنی (مادر تومروس) می‌خوانند، تکیه بر این روایت هرودوت مورخ یونانی قرن ۵ پیش از میلاد دارد که بیش از یک قرن پس از کوروش کبیر می‌زیسته و روایت مرگ کوروش را در تاریخ هرودوت نوشته. درحالی‌که چگونگی مرگ کوروش کاملاً مشخص نیست و روایت‌های مختلفی در ارتباط با مرگ کوروش وجود دارد.

## ملیت اشخاص
ابن سینا
پان‌ترک‌ها مدعی‌اند که ابن سینا ترک بوده است ضیا گوک آلپ دربارهٔ توران می‌گوید: «فرزندان اوغوز خان هرگز نباید توران را فراموش کنند. سرزمینی که با آتیلا، ابونصر فارابی، الغ‌بیگ، ابن سینا پیوند خورده است. سرزمین ترکان نه ترکیه و نه ترکستان، بلکه توران بزرگ است». همچنین ترکیه فعلی نیز او را ترک می‌داند. و بر ایرانی‌تبار بودن او و شاگردش ابوالحسن بهمنیار دلایل متعددی وجود دارد که دهخدا به‌طور مفصل به آن اشاره کرده است.
بابک خرمدین
پان‌ترک‌ها مدعی‌اند بابک ترک‌تبار بوده است و نام وی بای‌بک است، اما اکثر منابع معتبر نام وی را بابک و پاپک نام برده و او از نژاد ایرانی بوده است.
نظامی
زمانی استالین ادعا کرده بود که نظامی گنجوی شاعر ایرانی متعلق به آذربایجان اتحاد جماهیر شوروی است. پس از فروپاشی شوروی، جمهوری آذربایجان نیز بر همین نکته پافشاری می‌نماید تا حدی که کاشیکاری و سنگ نبشته و اشعار فارسی مقبره او را تخریب نموده‌اند و اشعار فارسی را برداشته و ترجمه آن اشعار به ترکی را جایگزین آن نموده‌اند.
به عقیده ایوان استبلین کامنسکی رئیس بخش شرق‌شناسی دانشگاه سن پترزبورگ آثار نظامی به فارسی است و حتی زبان ترکی را نمی‌دانسته است و قوم گرایان پان‌ترکیست دیوان یک شاعر دیگر به نام نظامی قونوی (از دوران حکومت عثمانی) را به نظامی گنجوی منسوب نموده‌اند.
همچنین کامنسکی در رابطه با مجسمه نظامی در یکی از میدان‌های آن شهر و تحریف تاریخ می‌گوید: برای نمونه ادعا آن‌ها یک مجسمه در میدان کامنوگورسک نصب کردند و او را شاعر بزرگ آذربایجانی نامیدند و می‌گویند چون در سرزمین امروزی به نام جمهوری‌آذربایجان زندگی می‌کرده پس ترک‌تبار است.
در سال ۲۰۰۷ نوروزعلی محمداف، دانشمند فرهنگی تالش بخاطر پشتیبانی از فرهنگ تالشی به زندان روانه شد. یکی از اتهامات دولت جمهوری آذربایجان علیه وی این بود که نظامی گنجوی را در یک نشریه، غیرترک و اهل تالش خوانده بود
در حالی که در اتحاد جماهیر شوروی سابق و نیز در جمهوری آذربایجان، نظامی به عنوان شاعر ترک یا شاعر آذربایجان معرفی می‌شود، منابع نشان می‌دهد که وی به زبان ترکی گویش نمی‌کرده و شعر ترکی ندارد. حتی مسعود پزشکیان که خود دارای گرایش قوی ترکیستی هست، در دیداری که از باکو داشت اظهار داشت: «هرچه در ابیات نظامی‌ گنجوی گشتم، نتوانستم یه بیت شعر تُرکی پیدا کنم.»
بیرونی
هجوم اقوام ترک به قلمرو خوارزم در قرن ۴ هجری باعث گسترش فرهنگ ترکی در منطقه آمو دریا و خوارزم گردید و بسیاری از روستاها نام ترکی گرفتند، اما ابوریحان بیرونی خوارزمی زبان مادریش همان زبان آریایی خوارزمی بود؛ و خود او اقرار می‌کند که معنی و کیفیت و مقادیر ماه‌های ترکان را نمی‌داند و کوشش پان‌ترکیست‌ها برای مصادره کردن این دانشمند ایرانی از هر سو باطل است.